# Varnoli Nani
Warnolinani o Varnoli Nani fou un estat tributari protegit de l'agència de Rewa Kantha, província del Gujarat, presidència de Bombai. Tenia una superfície de 3 km² amb uns ingressos estimats de 30 lliures i un tribut de 21 rupies pagat al Gaikwar de Baroda.